# Золота мрія

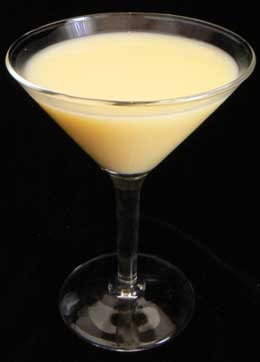
Коктейль «Золота мрія»

Золота мрія (англ. Golden dream) — коктейль на основі італійського лікеру Galliano (міцністю до 30 об%), який файно поєднується з іншими напоями та міцного (40 об%) французького лікеру Куантро (який набуває опаловий відтінок при додаванні льоду або води, що вказує на високий вміст ефірних олій, а також підтверджує унікальність компонентів і якість продукту). Класифікується як дигестив (десертний). Належить до офіційних напоїв Міжнародної асоціації барменів, категорія «Сучасна класика» (англ. Contemporary classics).

## Спосіб приготування
Склад коктейлю «Golden dream»:
- лікеру Galliano — 20 мл (2 cl) або 2 частини,
- лікеру Куантро — 20 мл (2 cl) або 2 частини,
- свіжовичавленого апельсинового соку (фреш) — 20 мл (2 cl) або 2 частини,
- свіжих вершків — 10 мл (1 cl) або 1 частина,
- харчовий лід.